# Décastar

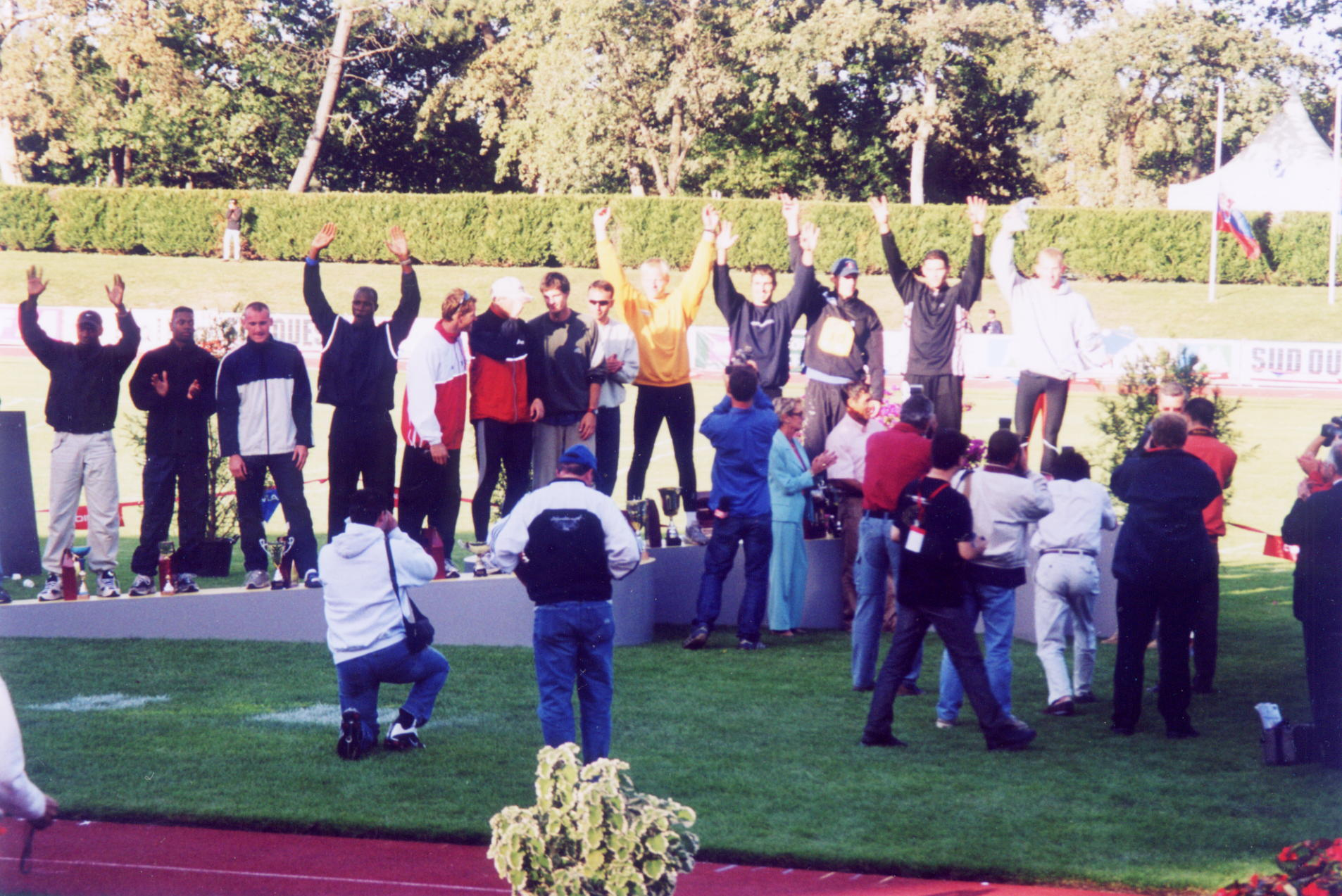
Het podium van de Décastar bij de mannen in 2001

De Décastar is een meerkampevenement, dat jaarlijks wordt georganiseerd in het Thouars Stadion in Talence (Frankrijk). Het hoofdprogramma van de wedstrijd bestaat uit een tienkamp voor de mannen en een zevenkamp voor de vrouwen. Tijdens de eerste vier edities was er een vijfkamp voor de vrouwen, wat in die tijd voor hen de gebruikelijke meerkamp was. In 2004 was er naast de zevenkamp een tienkamp voor vrouwen. 
De Décastar werd in 1976 voor het eerst gehouden. Vervolgens werden in 1977, 1978, 1980 en 1984 de daaropvolgende edities georganiseerd. Vanaf 1986 vindt de meerkampwedstrijd jaarlijks plaats. De wedstrijd wordt meestal gehouden in september en geldt als laatste grote meerkampwedstrijd van het baanseizoen. De wedstrijd wordt mede georganiseerd door de International Association of Athletics Federations (IAAF) en is sinds 1998 onderdeel van het jaarlijkse meerkampcircuit de IAAF World Combined Events Challenge, samen met vier andere wedstrijden en een wisselend aantal kampioenschappen.
Er is in totaal één persoon geweest die de Décastar meer dan twee keer heeft kunnen winnen: Christian Plaziat, hij won tussen 1986 en 1991 de meerkampwedstrijd vijf keer. Er zijn verder acht mannen en tien vrouwen geweest die tweemaal de Décastar hebben kunnen winnen.

## Wereldrecords tijdens de Décastar

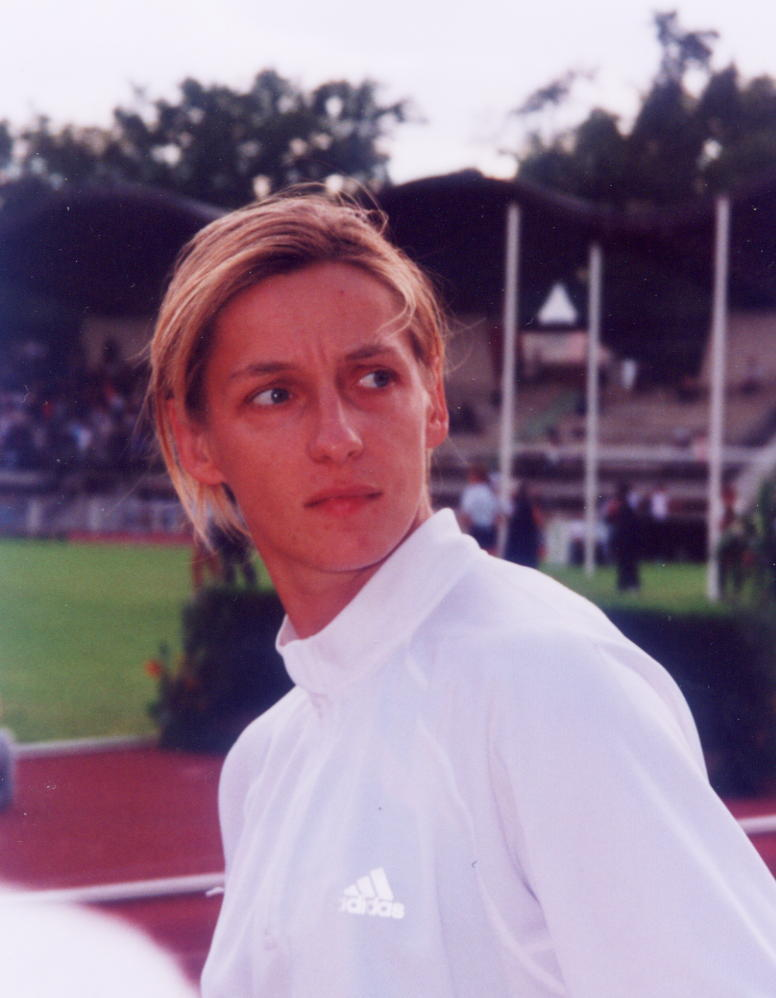
De oud-wereldrecordhoudster Marie Collonvillé, drie edities voordat ze het wereldrecord op de tienkamp zou verbeteren.

In de loop van de verschillende edities van de Décastar is er driemaal een wereldrecord verbeterd, tweemaal bij de mannen op de tienkamp en eenmaal bij de vrouwen op dezelfde, maar voor de vrouwen minder courante meerkamp.
| Datum                | Atleet            | Onderdeel | Prestatie | Huidig wereldrecord             |
| -------------------- | ----------------- | --------- | --------- | ------------------------------- |
| 15/16 september 2018 | Kévin Mayer       | tienkamp  | 9126 pt   |                                 |
| 25/26 september 2004 | Marie Collonvillé | tienkamp  | 8150 pt   | Nee, verbeterd op 15 april 2005 |

## Meetingrecords
| Onderdeel         | Prestatie | Atleet             | Nationaliteit | Datum                |
| ----------------- | --------- | ------------------ | ------------- | -------------------- |
| Vijfkamp vrouwen  | 4596 pt   | Ekaterina Smirnova | URS           | 1978                 |
| Zevenkamp vrouwen | 6831 pt   | Denise Lewis       | GBR           | 29/30 juli 2000      |
| Tienkamp vrouwen  | 8150 pt   | Marie Collonvillé  | FRA           | 25/26 september 2004 |
| Tienkamp mannen   | 9126 pt   | Kévin Mayer        | FRA           | 15/16 september 2018 |

## Winnaars
| Editie | Tienkamp (mannen)                                                                                | Tienkamp (mannen)                                                                                | Tienkamp (mannen)                                                                                | Zevenkamp (vrouwen)                                                                              | Zevenkamp (vrouwen)                                                                              | Zevenkamp (vrouwen)                                                                              |
| Editie | Winnaar                                                                                          | Land                                                                                             | Punten                                                                                           | Winnares                                                                                         | Land                                                                                             | Punten                                                                                           |
| ------ | ------------------------------------------------------------------------------------------------ | ------------------------------------------------------------------------------------------------ | ------------------------------------------------------------------------------------------------ | ------------------------------------------------------------------------------------------------ | ------------------------------------------------------------------------------------------------ | ------------------------------------------------------------------------------------------------ |
| 1976   | Aleksandr Grebenyuk                                                                              | URS                                                                                              | 8468                                                                                             | Sue Longden                                                                                      | GBR                                                                                              | 43571                                                                                            |
| 1977   | Yves Le Roy                                                                                      | FRA                                                                                              | 8058                                                                                             | Marie-Christine Debourse                                                                         | FRA                                                                                              | 41881                                                                                            |
| 1978   | Valeriy Kachanov                                                                                 | URS                                                                                              | 7930                                                                                             | Ekaterina Smirnova                                                                               | URS                                                                                              | 45961                                                                                            |
| 1980   | Georg Werthner                                                                                   | AUT                                                                                              | 7937                                                                                             | Florence Picaut                                                                                  | FRA                                                                                              | 44631                                                                                            |
| 1984   | Torsten Voss                                                                                     | GDR                                                                                              | 8428                                                                                             | Jane Frederick                                                                                   | USA                                                                                              | 6714                                                                                             |
| 1986   | Christian Plaziat                                                                                | FRA                                                                                              | 7944                                                                                             | Malgorzata Nowak                                                                                 | POL                                                                                              | 6258                                                                                             |
| 1987   | Pavel Tarnavetskiy                                                                               | URS                                                                                              | 8220                                                                                             | Jane Frederick                                                                                   | USA                                                                                              | 6533                                                                                             |
| 1988   | Christian Plaziat                                                                                | FRA                                                                                              | 8512                                                                                             | Anke Behmer                                                                                      | GDR                                                                                              | 6733                                                                                             |
| 1989   | Christian Plaziat                                                                                | FRA                                                                                              | 8512                                                                                             | Larisa Toertsjinskaja                                                                            | URS                                                                                              | 6599                                                                                             |
| 1990   | Christian Plaziat                                                                                | FRA                                                                                              | 8525                                                                                             | Peggy Beer                                                                                       | GDR                                                                                              | 6321                                                                                             |
| 1991   | Christian Plaziat                                                                                | FRA                                                                                              | 8456                                                                                             | Urszula Włodarczyk                                                                               | POL                                                                                              | 6425                                                                                             |
| 1992   | Dan O'Brien                                                                                      | USA                                                                                              | 8891                                                                                             | Irina Belova                                                                                     | RUS                                                                                              | 6673                                                                                             |
| 1993   | Steve Fritz                                                                                      | USA                                                                                              | 8317                                                                                             | Tatyana Blokhina                                                                                 | RUS                                                                                              | 6703                                                                                             |
| 1994   | Dan O'Brien                                                                                      | USA                                                                                              | 8710                                                                                             | Heike Drechsler                                                                                  | GER                                                                                              | 6441                                                                                             |
| 1995   | Eduard Hämäläinen                                                                                | BLR                                                                                              | 8430                                                                                             | Tatyana Blokhina                                                                                 | RUS                                                                                              | 6478                                                                                             |
| 1996   | Eduard Hämäläinen                                                                                | BLR                                                                                              | 8478                                                                                             | Remigija Nazarovienė                                                                             | LTU                                                                                              | 6451                                                                                             |
| 1997   | Chris Huffins                                                                                    | USA                                                                                              | 8425                                                                                             | Remigija Nazarovienė                                                                             | LTU                                                                                              | 6536                                                                                             |
| 1998   | Jón Arnar Magnússon                                                                              | ISL                                                                                              | 8410                                                                                             | Urszula Włodarczyk                                                                               | POL                                                                                              | 6352                                                                                             |
| 1999   | Tomáš Dvořák                                                                                     | CZE                                                                                              | 8690                                                                                             | Eunice Barber                                                                                    | FRA                                                                                              | 6515                                                                                             |
| 2000   | Tomáš Dvořák                                                                                     | CZE                                                                                              | 8733                                                                                             | Denise Lewis                                                                                     | GBR                                                                                              | 6831                                                                                             |
| 2001   | Oleksandr Yurkov                                                                                 | UKR                                                                                              | 8324                                                                                             | Shelia Burrell                                                                                   | USA                                                                                              | 6454                                                                                             |
| 2002   | Tom Pappas                                                                                       | USA                                                                                              | 8525                                                                                             | Larisa Netšeporuk                                                                                | EST                                                                                              | 6151                                                                                             |
| 2003   | Laurent Hernu                                                                                    | FRA                                                                                              | 8219                                                                                             | Jelena Prochorowa                                                                                | RUS                                                                                              | 6254                                                                                             |
| 2004   | Roman Šebrle                                                                                     | CZE                                                                                              | 8217                                                                                             | Kelly Sotherton                                                                                  | GBR                                                                                              | 6242                                                                                             |
| 2005   | Roman Šebrle                                                                                     | CZE                                                                                              | 8326                                                                                             | Eunice Barber                                                                                    | FRA                                                                                              | 6675                                                                                             |
| 2006   | Dmitri Karpov                                                                                    | KAZ                                                                                              | 8438                                                                                             | Natalja Dobrynska                                                                                | UKR                                                                                              | 6256                                                                                             |
| 2007   | Andrej Krawtsjanka                                                                               | BLR                                                                                              | 8553                                                                                             | Ljoedmila Blonska                                                                                | UKR                                                                                              | 6437                                                                                             |
| 2008   | Andrej Krawtsjanka                                                                               | BLR                                                                                              | 8312                                                                                             | Hyleas Fountain                                                                                  | USA                                                                                              | 6473                                                                                             |
| 2009   | Oleksiy Kasyanov                                                                                 | UKR                                                                                              | 8291                                                                                             | Natalja Dobrynska                                                                                | UKR                                                                                              | 6485                                                                                             |
| 2010   | Leonel Suárez                                                                                    | CUB                                                                                              | 8328                                                                                             | Tatjana Tsjernova                                                                                | RUS                                                                                              | 6453                                                                                             |
| 2011   | Hans Van Alphen                                                                                  | BEL                                                                                              | 8200                                                                                             | Tatjana Tsjernova                                                                                | RUS                                                                                              | 6679                                                                                             |
| 2012   | Hans Van Alphen                                                                                  | BEL                                                                                              | 8293                                                                                             | Ljoedmyla Josypenko                                                                              | UKR                                                                                              | 6401                                                                                             |
| 2013   | Damian Warner                                                                                    | CAN                                                                                              | 8161                                                                                             | Hanna Melnytsjenko                                                                               | UKR                                                                                              | 6308                                                                                             |
| 2014   | Mikk Pahapill                                                                                    | EST                                                                                              | 8077                                                                                             | Carolin Schäfer                                                                                  | GER                                                                                              | 6383                                                                                             |
| 2015   | Willem Coertzen                                                                                  | RSA                                                                                              | 8187                                                                                             | Györgyi Zsivoczky-Farkas                                                                         | HUN                                                                                              | 6306                                                                                             |
| 2016   | Oleksiy Kasyanov                                                                                 | UKR                                                                                              | 8077                                                                                             | Nadine Broersen                                                                                  | NED                                                                                              | 6377                                                                                             |
| 2017   | Damian Warner                                                                                    | CAN                                                                                              | 8252                                                                                             | Anouk Vetter                                                                                     | NED                                                                                              | 6363                                                                                             |
| 2018   | Kévin Mayer                                                                                      | FRA                                                                                              | 9126                                                                                             | Carolin Schäfer                                                                                  | GER                                                                                              | 6457                                                                                             |
| 2019   | Pierce LePage                                                                                    | CAN                                                                                              | 8453                                                                                             | Nafissatou Thiam                                                                                 | BEL                                                                                              | 6819                                                                                             |
| 2020   | De wedstrijd werd geannuleerd wegens de coronapandemie.                                          | De wedstrijd werd geannuleerd wegens de coronapandemie.                                          | De wedstrijd werd geannuleerd wegens de coronapandemie.                                          | De wedstrijd werd geannuleerd wegens de coronapandemie.                                          | De wedstrijd werd geannuleerd wegens de coronapandemie.                                          | De wedstrijd werd geannuleerd wegens de coronapandemie.                                          |
| 2021   | De wedstrijd werd geannuleerd wegens de coronapandemie en renovatie van het stadion van Talence. | De wedstrijd werd geannuleerd wegens de coronapandemie en renovatie van het stadion van Talence. | De wedstrijd werd geannuleerd wegens de coronapandemie en renovatie van het stadion van Talence. | De wedstrijd werd geannuleerd wegens de coronapandemie en renovatie van het stadion van Talence. | De wedstrijd werd geannuleerd wegens de coronapandemie en renovatie van het stadion van Talence. | De wedstrijd werd geannuleerd wegens de coronapandemie en renovatie van het stadion van Talence. |
| 2022   | Lindon Victor                                                                                    | GRE                                                                                              | 8550                                                                                             | Emma Oosterwegel Ivona Dadic2                                                                    | NED AUT                                                                                          | 6233                                                                                             |
| 2023   | Makenson Gletty                                                                                  | FRA                                                                                              | 8443                                                                                             | Emma Oosterwegel                                                                                 | NED                                                                                              | 6495                                                                                             |
| 2024   | Johannes Erm                                                                                     | EST                                                                                              | 8589                                                                                             | Martha Araújo                                                                                    | COL                                                                                              | 6429                                                                                             |
| 2025   | Ayden Owens-Delerme                                                                              | PUR                                                                                              | 8478                                                                                             | Martha Araújo                                                                                    | COL                                                                                              | 6451                                                                                             |

1Vijfkamp in plaats van zevenkamp.
2Ex-aequo 